# إغناسيو كارلوس غونزاليس
اجناسيو كارلوس غونزاليس (بالإسبانية: Ignacio González) (17 ديسمبر 1971 بساراندي في الأرجنتين - ) هو مدرب كرة قدم ولاعب كرة قدم أرجنتيني في مركز حراسة المرمى. شارك مع منتخب الأرجنتين لكرة القدم. أما مع النوادي، فقد لعب مع أرسنال ساراندي وإستوديانتيس دي لا بلاتا ونادي باتشوكا ونادي راسينغ ونادي لاس بالماس ونويفا شيكاجو ونيولز أولد بويز ويونيون إسبانيولا وAtlético Venezuela C.F. ‏.

## وصلات خارجية
- إغناسيو كارلوس غونزاليس على موقع قاعدة بيانات كرة القدم.إي يو (الإنجليزية)
- إغناسيو كارلوس غونزاليس على موقع ناشيونال فوتبول تيمز (الإنجليزية)